# Брус (Тарн)
Брус (фр. Brousse, окс. Brossa) — коммуна во Франции, находится в регионе Юг — Пиренеи. Департамент — Тарн. Входит в состав кантона Плен-де-л’Агу. Округ коммуны — Кастр.
Код INSEE коммуны — 81040.

## География
Коммуна расположена приблизительно в 580 км к югу от Парижа, в 55 км восточнее Тулузы, в 25 км к югу от Альби.

## Климат
Климат умеренно-океанический. Зима мягкая и дождливая, лето жаркое с частыми грозами. Ветры довольно редки.

## Население
Население коммуны на 2010 год составляло 369 человек.
| 1962 | 1968 | 1975 | 1982 | 1990 | 1999 | 2010 |
| ---- | ---- | ---- | ---- | ---- | ---- | ---- |
| 310  | 294  | 273  | 243  | 233  | 265  | 369  |

## Администрация
| Период | Период | Фамилия         | Партия | Примечания |
| ------ | ------ | --------------- | ------ | ---------- |
| 2001   | 2008   | Жак Бессет      |        |            |
| 2008   | 2020   | Франсуа Годфруа |        |            |

## Экономика
В 2007 году среди 176 человек в трудоспособном возрасте (15—64 лет) 127 были экономически активными, 49 — неактивными (показатель активности — 72,2 %, в 1999 году было 71,9 %). Из 127 активных работали 111 человек (58 мужчин и 53 женщины), безработных было 16 (8 мужчин и 8 женщин). Среди 49 неактивных 17 человек были учениками или студентами, 21 — пенсионерами, 11 были неактивными по другим причинам.